# Universitario de Deportes
Az Universitario de Deportes (ismert még Universitario és La «U» néven is) egy limai székhelyű perui labdarúgócsapat, amely jelenleg a Primera Divisiónban szerepel. Peru legsikeresebb klubja.

## Jelenlegi keret
| #  |           | Poszt | Név                |
| -- | --------- | ----- | ------------------ |
| 1  | Peru      | K     | José Carvallo      |
| 2  | Peru      | V     | John Galliquio     |
| 3  | Peru      | V     | Horacio Benincasa  |
| 4  | Peru      | V     | Adán Balbín        |
| 5  | Peru      | V     | Alberto Rodríguez  |
| 6  | Peru      | V     | Juan Manuel Vargas |
| 7  | Peru      | KP    | Josué Estrada      |
| 8  | Peru      | KP    | Roberto Siucho     |
| 10 | Peru      | KP    | Alexi Gómez        |
| 11 | Peru      | CS    | Hernán Rengifo     |
| 12 | Peru      | K     | Carlos Cáceda      |
| 13 | Peru      | V     | Joaquin Aguirre    |
| 14 | Peru      | V     | Werner Schuler     |
| 15 | Peru      | V     | Jerson Vásquez     |
| 16 | Venezuela | KP    | Arquímedes Figuera |

| #  |           | Poszt | Név                  |
| -- | --------- | ----- | -------------------- |
| 17 | Panama    | KP    | Alberto Quintero     |
| 18 | Panama    | CS    | Luis Tejada          |
| 19 | Peru      | KP    | Emmanuel Paucer      |
| 20 | Argentína | KP    | Diego Manicero       |
| 21 | Peru      | K     | Patrick Zubczuk      |
| 23 | Peru      | KP    | Giordano Mendoza     |
| 24 | Peru      | KP    | Javier Núñez         |
| 25 | Peru      | KP    | Ángel Romero         |
| 26 | Peru      | KP    | César Huamantica     |
| 27 | Peru      | CS    | Adrián Ugarriza      |
| 28 | Uruguay   | KP    | Diego Guastavino     |
| 29 | Peru      | V     | Aldo Corzo           |
| 30 | Peru      | KP    | Juan Diego Gutiérrez |
| 31 | Peru      | V     | Mauricio López       |

## Külső hivatkozások
- Club Universitario de Deportes
- AHUNET
- Unidad Crema
- Dale U Campeon